# William Hartley (atleta)
William Hartley (Reino Unido, 27 de junio de 1950) es un atleta británico retirado especializado en la prueba de 4x400 m, en la que consiguió ser campeón europeo en 1974.

## Carrera deportiva
En el Campeonato Europeo de Atletismo de 1974 ganó la medalla de oro en los relevos 4x400 metros, con un tiempo de 3:03.33 segundos, llegando a meta por delante de Alemania del Oeste y Finlandia (plata).